# Cynoglossus pottii
Cynoglossus pottii és un peix teleosti de la família dels cinoglòssids i de l'ordre dels pleuronectiformes que es troba a les costes del Mar Roig.